# Crowley (Luizjana)
Crowley – miasto w Stanach Zjednoczonych, w stanie Luizjana, siedziba administracyjna parafii Acadia.